# Ulica Franciszka Ratajczaka w Poznaniu
Ulica Franciszka Ratajczaka – ulica w Poznaniu, zlokalizowana w centrum miasta (Osiedle Stare Miasto).
Nazwa upamiętnia pierwszego poległego w Poznaniu Powstańca Wielkopolskiego - Franciszka Ratajczaka. Biegnie na osi północ-południe. Zaczyna się przy ulicy 27 Grudnia, następnie przecina Święty Marcin. Numery rosną w kierunku północnym.
W przyszłości w ciągu ulicy powstanie nowa trasa tramwajowa, łącząca tory w ciągu ulic Wierzbięcice, Królowej Jadwigi i Stanisława Matyi z torowiskiem na Świętym Marcinie.

## Opisane obiekty
Od północy:
- Biblioteka Uniwersytecka,
- Domy Towarowe Alfa - wschodni skraj założenia,
- Gdański Dom Delikatesów (nieistniejący),
- Pasaż Apollo,
- Fabryka Guzików S. Jabłońskiego - obecnie Wojewódzki sąd administracyjny,
- Wyższa Szkoła Bankowa w Poznaniu - wejście wschodnie,
- Park Jana Henryka Dąbrowskiego,
- Centrum Handlu, Sztuki i Biznesu Stary Browar - w parku, wejście zachodnie do nowej części.